# 本多正純
本多正純（日语：／ Honda Masazumi，1565年—1637年4月5日），日本戰國時代末期到江戶時代的武將、大名，下野小山藩主、下野宇都宮藩主（第28代宇都宮城主），德川幕府初期的老中。父親為德川家康的寵臣本多正信。

## 生涯
永祿8年（1565年）出生，是本多正信的嫡子。當時正信由於三河一向一揆而自德川出走，投靠大和國的松永久秀，正純則在大久保忠世的庇護下度過。
當父親重回德川家康麾下時正純同時成為家康的家臣，其不輸父親的智謀得到家康的重用。慶長5年（1600年）關原之戰發生時，跟隨家康本隊出戰，戰後奉命看管石田三成。
慶長8年（1603年），家康出任征夷大將軍，開創幕府，正信更加受到重用。慶長10年（1605年）家康傳位給三男德川秀忠，成為大御所隱居，開始了家康與秀忠的二元政治，父親正信輔佐江戶的秀忠，正純則輔佐駿府的家康。本多正純的權勢也在此時迅速擴大。慶長13年（1608年）受封下野小山藩3萬3000石大名。
慶長17年（1612年）2月、正純的家臣、岡本大八自肥前日野江藩主有馬晴信處收取鉅額賄賂，答應在肥前杵島郡、藤津郡、彼杵郡加增的事上斡旋，被判為詐欺罪，處以火刑，有馬晴信則在流放被迫自殺（岡本大八事件），此事讓本多派的政敵大久保派暫時在幕閣中得勢。另外由於岡本大八是吉利支丹（即天主教徒），這次事件更加促成德川幕府的禁教政策。
慶長17年（1612年）12月22日駿府城因火災焚毀，家康在御所重建前暫住於正純府邸。慶長19年（1614年）發生大久保長安事件，政敵大久保忠鄰失勢，本多父子正式掌握了幕府初期的政治。
慶長19年（1614年）開始大阪冬之陣，在德川氏與豐臣氏講和的過程中，本多正純向家康進獻了將大阪城内壕溝填平的策略。

### 秀忠時代
元和2年（1616年），家康與正信相繼過世，正純轉往江戶的將軍德川秀忠處任職，成為年寄（後來的老中）。但自其父親時代以來的權勢，使秀忠及其親信多有抱怨，尤其秀忠在正信死後加封了他2萬石，也就是說正純一共坐擁5萬3000石土地。
元和5年（1619年）10月福島正則遭到改易，遵從家康的遺命，再度加增其下野小山藩5萬3000石以及宇都宮藩15萬5000石，此事更加引起周遭的怨言。

### 失勢
元和8年（1622年）8月，出羽山形的最上氏改易之際，正純作為使者前往接收山形城，忽然接到來自秀忠處，指控其秘密製造鐵砲以及修築宇都宮城的本丸石垣，甚至預謀宇都宮城釣天井事件中暗殺秀忠等11條罪狀，並將領地全部沒收。但由於自先代以來的功勞，另外賜與出羽國内由利郡的5萬5000石。但正純卻婉拒了這5萬5000石，此舉更加激怒了秀忠，使本多家最終遭到改易，正純被佐竹義宣囚禁後流放出羽國橫手，僅以幕府施捨的1000石維生。
此事其實是由秀忠寵臣土井利勝一手策劃，加上秀忠之姐加納御前（龜姫）經常向秀忠訴說正純是非。加納殿是當正純受封宇都宮時反而遭到轉封往下總古河的奧平忠昌之祖母，其女兒則是因正信、正純陰謀失勢的大久保忠鄰之子大久保忠常正室，因此她對正純的憎惡是顯而易見的。
失勢的正純曾在幽禁處上野台吟道：
|  |  |  |

寬永14年（1637年）3月10日（新曆4月5日），本多正純在橫手的住所處死去，享年73岁。

## 之後的本多家
本多正純被流放時，其子本多正勝亦獲同罪而放逐到由利郡，在正純過世後七年，其子正勝以35歲英年早逝，正勝的長男本多正好與次男本多正之皆有後代。
嫡男正好在元和9年（1623年）生於江戶，同年本多家遭到改易，因而投靠母方的攝津尼崎藩，幼少時就極為好學，在參拜祖父正純及父親正勝墓的請求遭到回絕後，受到本多家的親戚高崎藩安藤家邀請前往做為客將，改名為和田角兵衛。之後住在武藏國小平，本多家子孫本多正綱（7代當主）改姓木村，並得到當時的將軍德川吉宗破格給予待遇。
正勝的次男正之則在流放地橫手出生，通稱忠左衛門。正純死後、受到成瀨正虎邀請移居尾張犬山。寬文4年（1664年）獲赦，成為擁有3000石的旗本。

## 人物・逸話
囚禁石田三成時，曾問三成「閣下也是忠臣，為何不切腹以保全名譽呢？」三成則回以「胸懷大志者，直到最後都不會放棄貫徹信念，這點你是不會懂的」。 
大阪之陣後，千姬（豐臣秀賴妻）與本多忠刻再婚。為此不滿的坂崎直盛打算據守屋敷以抵抗幕府，值此騷動之際幕閣中有人提案買通直盛的家臣，以說服直盛自殺，但正純則提出「以家臣的不忠抵制主君的不忠，將使天下的政道無法運作」反對此主張。
其父正信得到權勢的同時也遭致許多人怨恨，為免有朝身敗名裂，曾告誡身為嫡子正純「絕對不要接受3萬石以上的知行」，但正純並未遵守此遺訓，而接受了15萬石的土地，終不免得到家破人亡的下場。 
與其父一樣，對於權力有異常的欲望，現在的歷史小說或大河劇中多將其塑造成「家康的寵臣」的形象。然而，同時亦有將其描繪成與石田三成一般令眾人畏懼的忠臣的作品。
本多家遭到改易後，幕府命令佐竹氏對正純加以看管，佐竹義宣卻對其款待有加。此事被幕府知道後，對正純實行更加嚴酷的監禁，他晚年被幽閉在一間釘得密不透風的屋敷中渡過餘生。